# Romana Calligaris
Romana Calligaris (Mariano del Friuli, 15 dicembre 1924 – Trieste, 21 aprile 2002) è stata una nuotatrice italiana.

## Carriera
Nata a Mariano del Friuli, in provincia di Gorizia nel 1924, a 23 anni prese parte agli  Europei del 1947 a Monte Carlo. Tre anni dopo partecipò anche a quelli di Vienna del 1950. Fu primatista italiana dei 100 metri stile libero con il tempo di 1'08"8, ottenuto nel luglio 1952, dei 200 stile libero con 2'38"2, ottenuto nel 1950, dei 400 stile libero con 5'28"8, ottenuto nel 1951, oltre che degli 800 e dei 1500 stile libero. Tra il 1947 e il 1953 fu 15 volte campionessa italiana. A 27 anni prese parte ai Giochi Olimpici di Helsinki 1952, nei 100 metri stile libero e nella staffetta 4x100 stile libero, uscendo in batteria in entrambi i casi, nel primo con il tempo di 1'11"0 e il quinto posto, nell'altro con 4'52"6, anche in questo caso arrivando quinta. Era considerata la migliore nuotatrice italiana del dopoguerra.  Morì il 21 aprile 2002, all'età di 77 anni. A lei è dedicato un meeting di nuoto e una delle tre piscine olimpioniche del polo natatorio Bruno Bianchi di Trieste.